# Судебная стоматология

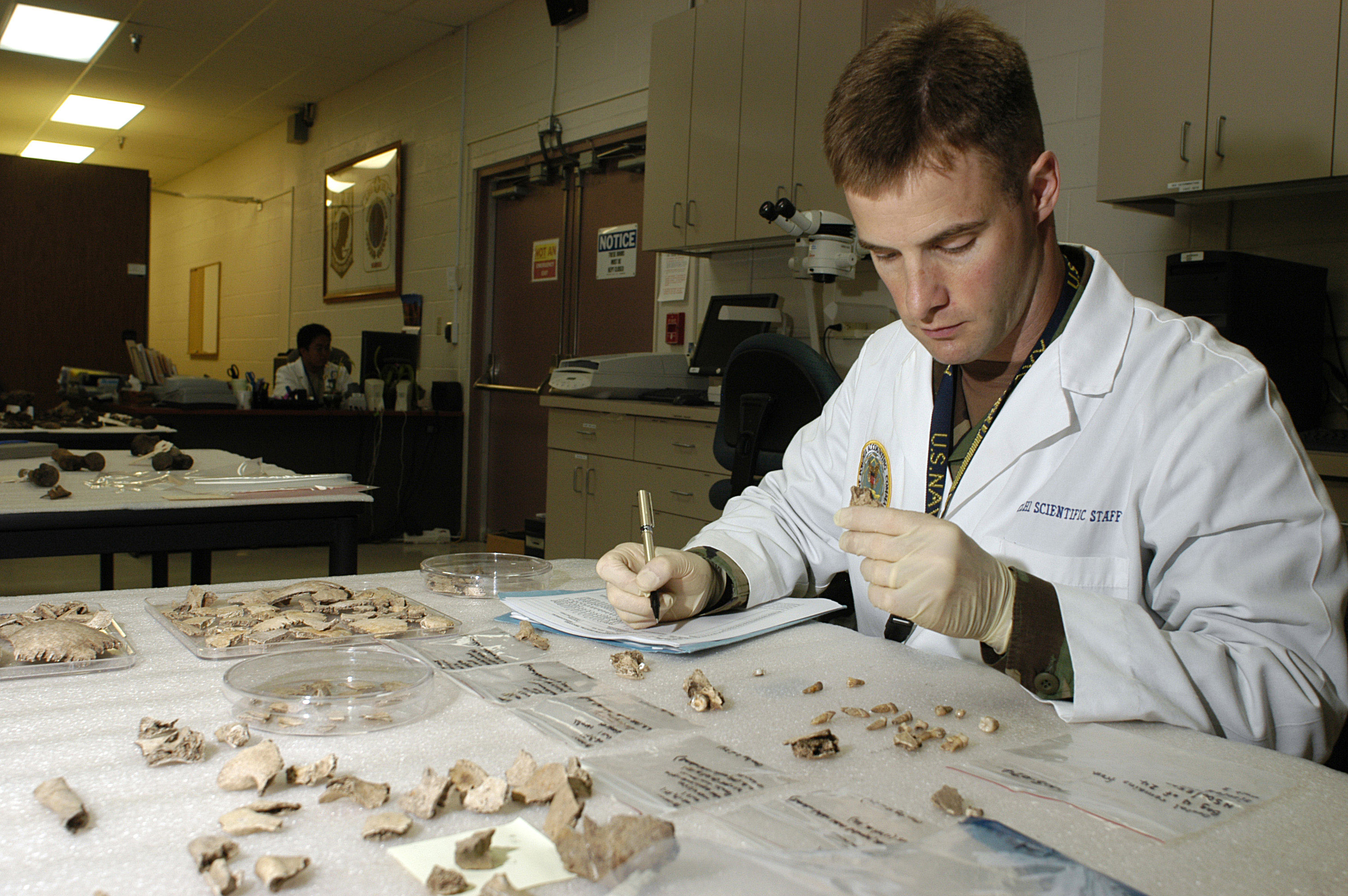
Судебный стоматолог за работой

Судебная стоматология — самостоятельный раздел судебной медицины, изучающий стоматологические проблемы в интересах правовой практики общества.
К числу основных вопросов судебной стоматологии относят процессуальные основы судебно-стоматологической экспертизы, судебно-медицинская экспертиза повреждений лица и зубов в случаях травм, судебно-медицинская экспертиза повреждений, причинённых зубами, идентификация личности по стоматологическому статусу.
У истоков судебной стоматологии в России стоял заведующий кафедрой судебной медицины Московского университета П. А. Минаков. Под его руководством стоматолог Г. И. Вильга в 1903 году написал первую в России диссертацию по судебной одонтологии «О зубах и судебно-медицинском отношении».